# Ante Moric
Ante Tomislav Moric (Sydney, 19 de abril de 1974) é um ex-futebolista profissional australiano, atuava como meia.

## Carreira
Ante Moric representou a Seleção Australiana de Futebol, nas Olimpíadas de 1996.